# Pozděchov
Pozděchov je obec v okrese Vsetín Zlínského kraje. Žije zde 595 obyvatel.
První zmínka je z roku 1361, a to ve tvaru Pozehow. Byl trvalou součástí vizovického panství. V blízkosti Pozděchova ležela zaniklá ves Svěradov, která ležela na horním toku Vláry. V roce 1663 a na počátku 18. století byl Pozděchov poznamenán tatarskými a kuruckými (uherskými) vpády.

## Pamětihodnosti
- Kostel svatého Jiří
- Evangelický kostel
- Pomník obětí z Vařákových pasek
- Dřevěný zámeček
- Peškova lípa – památný strom
- Přírodní památka Pozděchov – šafránová louka

## Další fotografie

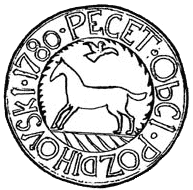
Pečeť obce Pozděchov
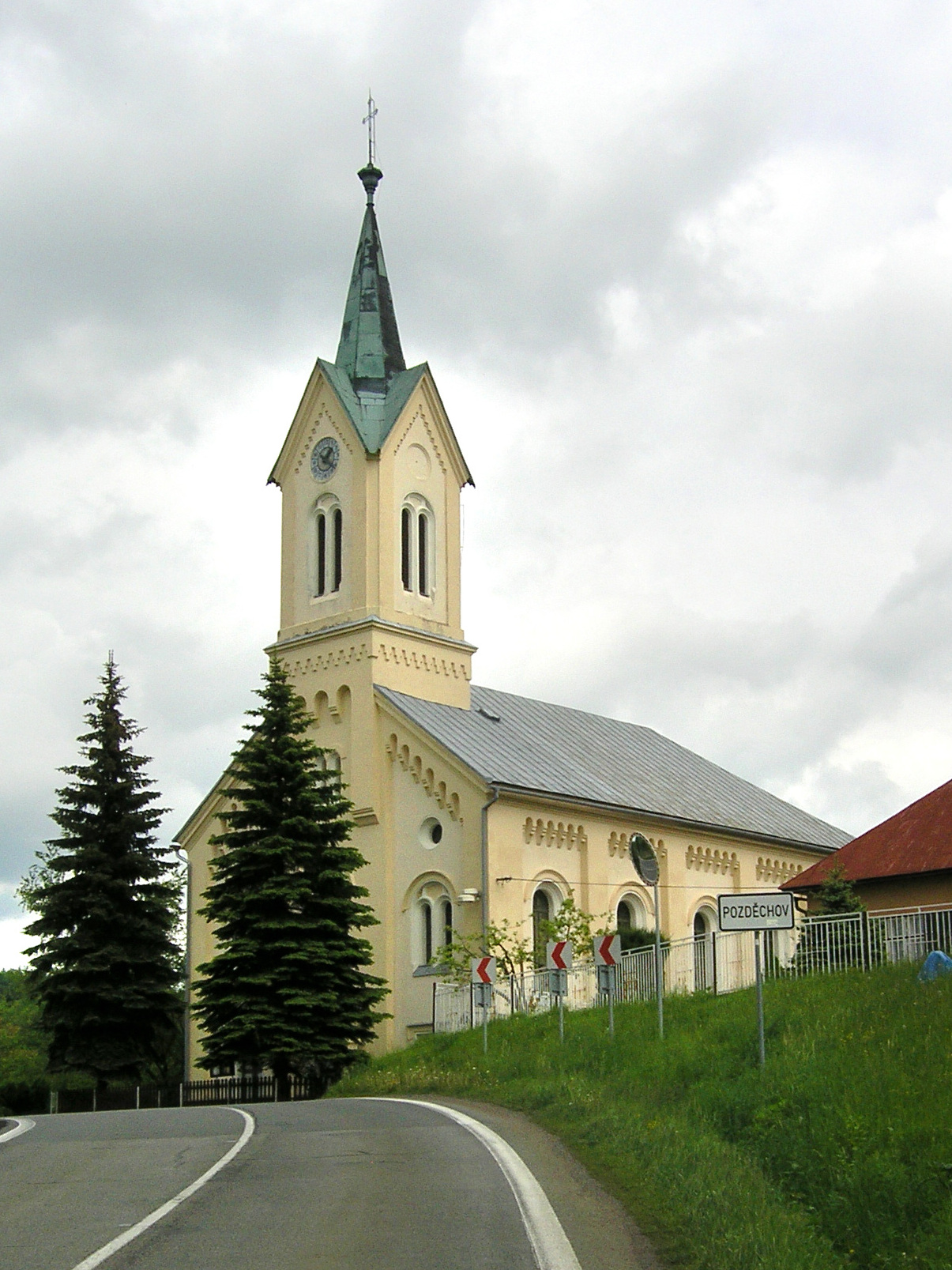
Evangelický kostel
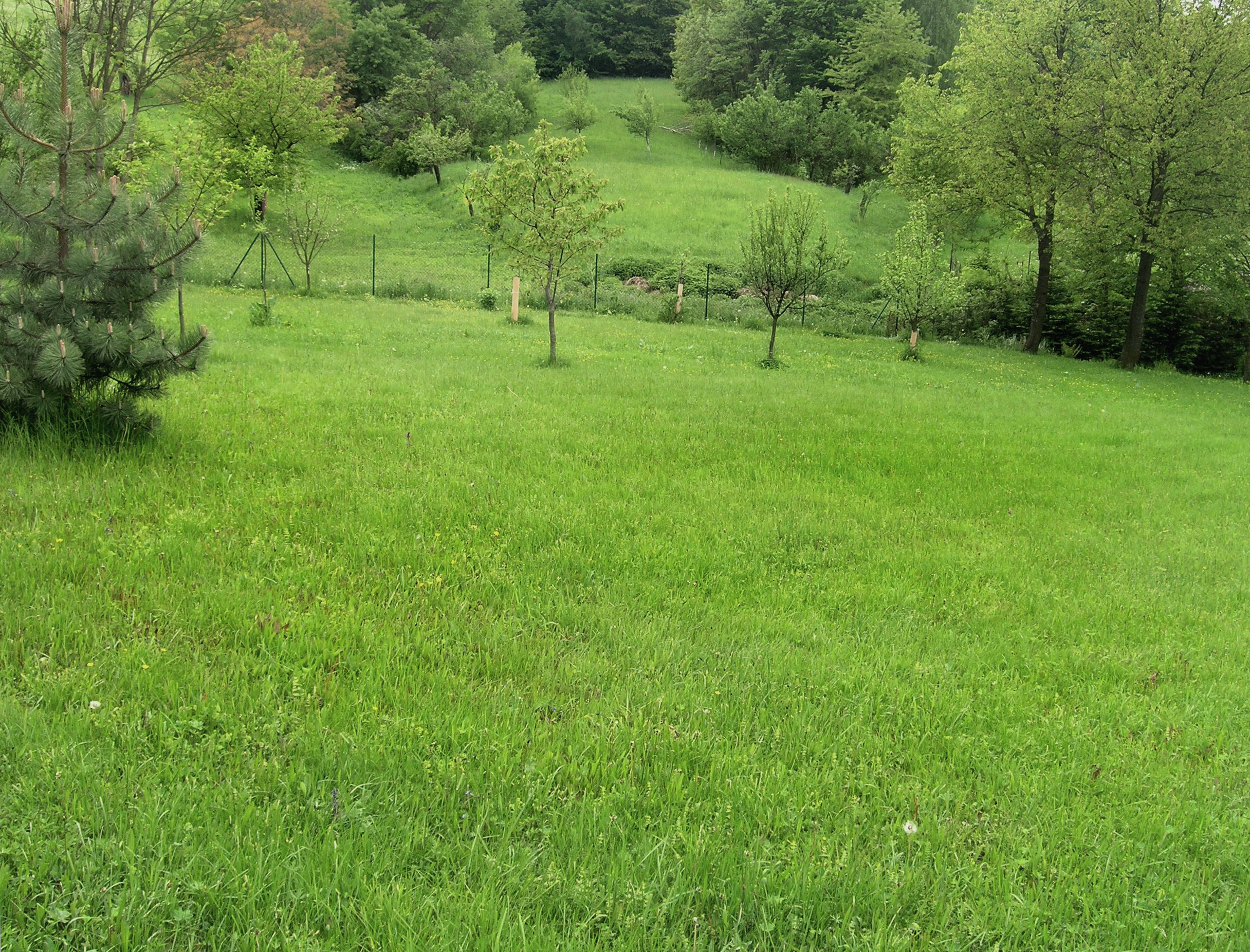
Přírodní památka Pozděchov
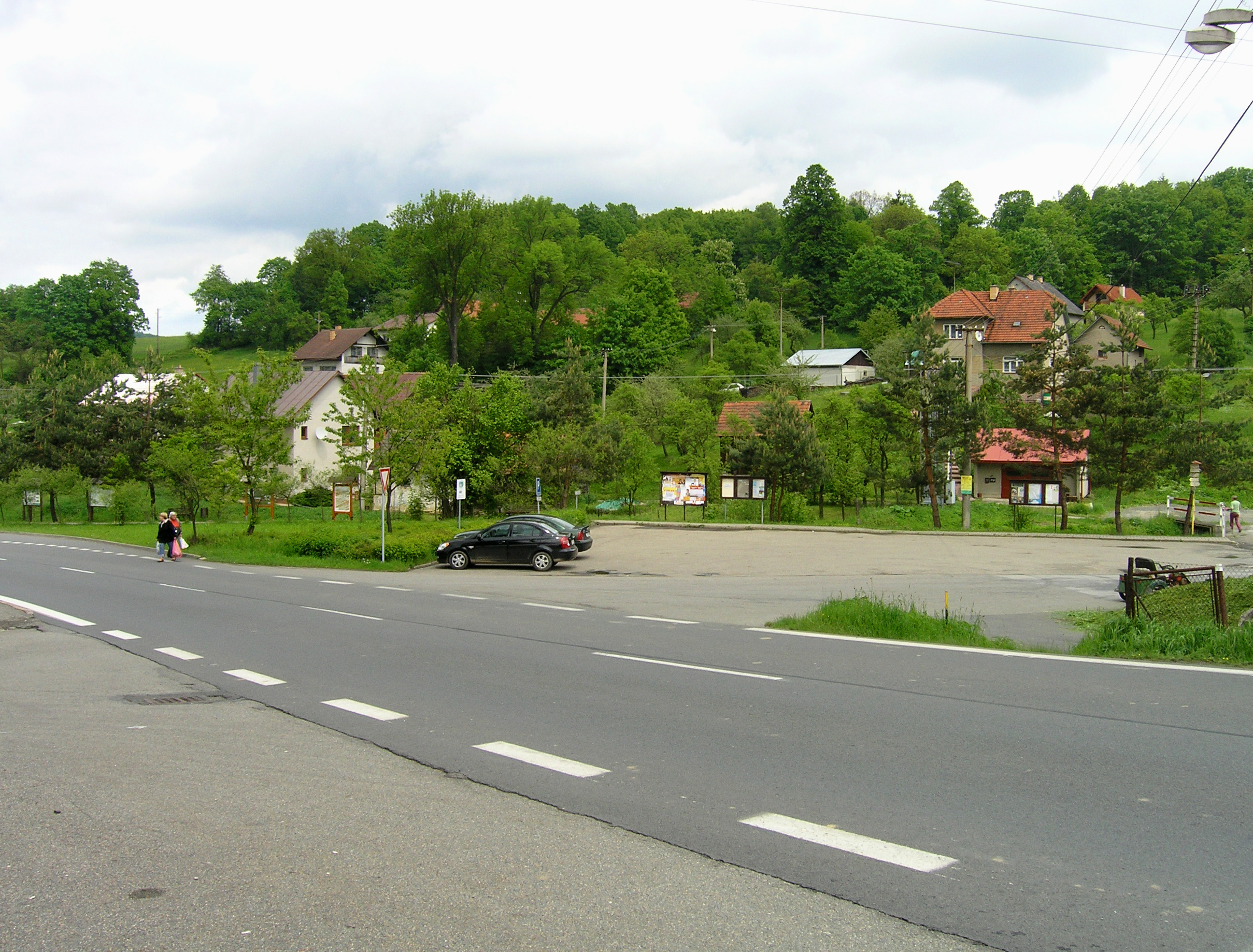
Náves